# Giacomo Benevelli
Giacomo Benevelli (né le 3 mars 1925 à Reggio d'Émilie et mort le 13 juillet 2011 à Pavie), est un sculpteur italien. Il est le neveu du peintre  Anselmo Govi (1893 - 1953) et le descendant d'une famille aristocratique du nord de l'Italie d'origine française, les Beneville.
Il est l'un des plus éminents représentants de la sculpture contemporaine abstraite italienne et européenne.

## Biographie
Giacomo Benevelli expose depuis 1957, vit et travaille à Milan depuis plus de quarante ans.
Il suit ses études primaires en France où il obtient le certificat d’études primaires.
À la fin de la guerre, il s’établit à Rome où il reprend ses études, sanctionnées par un diplôme, 
au lycée artistique de l’Académie des Beaux-Arts de Rome.
En 1950, il s'établit à Milan et il obtient le diplôme de scénographie de l'Académie des Beaux-Arts de Brera. Dans cette académie, il devient, successivement, l'assistant du peintre Mauro Reggiani puis  professeur  en 1958.
Toujours au début des années 1950, il fréquente l'atelier milanais de Cesare Poli, titulaire de la chaire de sculpture à Brera et en devient son assistant.
Son intérêt pour la sculpture va grandissant; aussi, abandonne-t-il la scénographie pour se consacrer exclusivement à cet art.
Grâce à Cesare Poli, il connaît et fréquente des artistes de renom, tels Oskar Kokoschka et Jean Arp, qui soutiennent et stimulent sa formation.
En 1957, il commence sur la scène artistique en gagnant le prix Sabena à Bruxelles, avec une sculpture représentant le mythe d'Icare.
Sa première exposition personnelle a lieu en 1959 à la galerie Pater à Milan où il expose un groupe de sculptures intitulé Fantocci.
L'exposition est accompagnée d'un catalogue de Giorgio Kaisserlian.

## Sources
- (it) Cet article est partiellement ou en totalité issu de l’article de Wikipédia en italien intitulé « Giacomo Benevelli » (voir la liste des auteurs).